# Anastassija Sergejewna Potapowa
Anastassija Sergejewna Potapowa (russisch Анастасия Сергеевна Потапова, englische Transkription Anastasia Sergeyevna Potapova; * 30. März 2001 in Saratow) ist eine russische Tennisspielerin.

## Karriere
Potapowa begann mit fünf Jahren mit Tennisspielen und machte bereits in jungen Jahren auf sich aufmerksam. 2015 gewann sie nach einem Endspielerfolg über Olga Danilović das renommierte Nachwuchsturnier Les Petits As. Noch im selben Jahr trat sie bei der Juniorinnen-Konkurrenz in Wimbledon an und kam auf Anhieb ins Viertelfinale, ebenso bei den Australian Open 2016. Bei den French Open stieß sie ins Halbfinale vor und in Wimbledon gewann sie schließlich nach einem Zweisatzerfolg im Endspiel über Dajana Jastremska ihren ersten Grand-Slam-Titel. Im selben Jahr siegte sie auch beim renommierten Osaka Mayor’s Cup, nachdem sie im Juli die Führung in der Junioren-Weltrangliste übernommen hatte. Am Ende der Saison wurde sie dafür von der ITF zur ITF-Weltmeisterin der Juniorinnen gekürt. Im Doppel stand Potapowa insgesamt dreimal im Endspiel eines Junioren-Grand Slams, bei den US Open 2015 an der Seite von Anna Kalinskaja, bei den French Open 2016 zusammen mit Olessja Perwuschina sowie im Jahr darauf mit der gleichen Partnerin erneut in Paris, konnte aber niemals den Titel holen. Parallel zu ihrer Juniorinnenkarriere trat Potapowa seit 2015 regelmäßig auf der ITF Women’s World Tennis Tour an.
2017 gewann sie ihren bislang einzigen Titel bei einem Turnier der $25.000-Kategorie. Anschließend debütierte sie bei den Miami Open 2017 auf der WTA Tour, nachdem sie von den Organisatoren eine Wildcard für die Qualifikation erhalten hatte, verlor dort jedoch in der Schlussrunde. Als amtierende Juniorensiegerin durfte sie auch in Wimbledon mit einer Wildcard in der Qualifikation an den Start gehen. Bei ihrem ersten Grand-Slam-Auftritt in der Damenkonkurrenz schaffte sie den Sprung ins Hauptfeld, musste in der ersten Runde aber gegen Tatjana Maria verletzungsbedingt aufgeben. 2018 erreichte Potapowa das Finale des ITF-Turniers der $100.000-Kategorie in Chimki, in dem sie jedoch deutlich gegen Wera Lapko unterlag. Nach anfänglichen Problemen beim Übergang von der Junioren- zur Damentour, rückte sie in Moskau bei ihrem ersten Auftritt in einem WTA-Hauptfeld gleich ins Endspiel vor, in dem sie sich der Lucky Loserin Olga Danilović in drei engen Sätzen geschlagen geben musste. Mit Wera Swonarjowa zusammen gewann sie in der Doppelkonkurrenz und errang damit ihren ersten WTA-Titel. Noch im selben Jahr kam sie in Taschkent erneut ins Finale, wurde dort aber von ihrer Landsfrau Margarita Gasparjan geschlagen. Dennoch schloss sie die Saison 2018 erstmals in den Top 100 der Welt ab und qualifizierte sich damit für das Hauptfeld der Australian Open. Dort gelang ihr mit einem Sieg über Pauline Parmentier in der Auftaktrunde ihr erster Erfolg im Hauptfeld eines Grand-Slam-Turniers bei den Damen. In der ersten Runde der French Open 2019 schlug sie mit Angelique Kerber erstmals eine Top-10-Spielerin und siegte in Lausanne an der Seite von Jana Sisikowa im Doppelwettbewerb. Ihr bestes Saisonergebnis im Einzel erzielte Potapowa bei den Baltic Open in Jūrmala, wo sie im Halbfinale der späteren Siegerin Anastasija Sevastova unterlag.
Nach einer Saison 2019, in der Potapowa trotz eines zwischenzeitlichen Karriere-Höchstrankings von 64 den an sie gestellten hohen Erwartungen nicht gerecht wurde, zeigte sie sich vor dem coronabedingten Saisonabbruch 2020 mit drei Viertelfinal-Teilnahmen am Stück bei WTA-Turnieren wieder in besserer Form. Die Corona-Pause nutzte Potapowa, um einen länger anstehenden Eingriff am Knöchel durchführen zu lassen und beendete damit die Saison frühzeitig. Zurückgekehrt von ihrer Verletzungsunterbrechung, gelang Potapowa dann bei den Australian Open 2021 der erstmalige Einzug in die dritte Runde eines Grand-Slam-Turniers, in der sie sich Serena Williams geschlagen geben musste. In Dubai erzielte sie anschließend mit dem Erreichen des Viertelfinales ihr bestes Saisonergebnis, beendete das Jahr aber aufgrund schwächerer Leistungen in der zweiten Saisonhälfte dennoch mit mehr Niederlagen als Siegen.
2018 gab Potapowa gegen die Slowakei ihren Einstand für die russische Fed-Cup-Mannschaft. Seitdem hat sie vier Begegnungen im Einzel und Doppel bestritten und zwei davon gewonnen (Einzelbilanz 1:1).

## Turniersiege

### Einzel
| Nr. | Datum            | Turnier     | Kategorie   | Belag             | Finalgegnerin        | Ergebnis       |
| --- | ---------------- | ----------- | ----------- | ----------------- | -------------------- | -------------- |
| 1.  | 5. März 2017     | Curitiba    | ITF $25.000 | Sand              | Amanda Anisimova     | 6:77, 7:5, 6:2 |
| 2.  | 24. April 2022   | Istanbul    | WTA 250     | Sand              | Weronika Kudermetowa | 6:3, 6:1       |
| 3.  | 12. Februar 2023 | Linz        | WTA 250     | Hartplatz (Halle) | Petra Martić         | 6:3, 6:1       |
| 4.  | 9. Februar 2025  | Cluj-Napoca | WTA 250     | Hartplatz (Halle) | Lucia Bronzetti      | 4:6, 6:1, 6:2  |

### Doppel
| Nr. | Datum         | Turnier  | Kategorie         | Belag             | Partnerin           | Finalgegnerinnen                        | Ergebnis |
| --- | ------------- | -------- | ----------------- | ----------------- | ------------------- | --------------------------------------- | -------- |
| 1.  | 6. Mai 2017   | Khimki   | ITF $25.000       | Hartplatz (Halle) | Olessja Perwuschina | Jekaterina Kasionowa Darja Kruschkowa   | 6:0, 6:1 |
| 2.  | 29. Juli 2017 | Prag     | ITF $80.000       | Sand              | Dajana Jastremska   | Mihaela Buzărnescu Alena Fomina         | 6:2, 6:2 |
| 3.  | 29. Juli 2018 | Moskau   | WTA International | Sand              | Wera Swonarjowa     | Alexandra Panowa Galina Woskobojewa     | 6:0, 6:3 |
| 4.  | 20. Juli 2019 | Lausanne | WTA International | Sand              | Jana Sisikowa       | Monique Adamczak Han Xinyun             | 6:2, 6:4 |
| 5.  | 31. Juli 2022 | Prag     | WTA 250           | Hartplatz         | Jana Sisikowa       | Anastassija Sacharowa Angelina Gabujewa | 6:3, 6:4 |

## Karrierestatistik und Turnierbilanz

### Einzel
Die letzte Aktualisierung erfolgte nach dem WTA-Turnier in Berlin 2025.
| Turnier                      | 2015             | 2016             | 2017             | 2018             | 2019             | 2020              | 2021              | 2022              | 2023              | 2024      | 2025      | T / T       | S/N         | Sieg%       |
| ---------------------------- | ---------------- | ---------------- | ---------------- | ---------------- | ---------------- | ----------------- | ----------------- | ----------------- | ----------------- | --------- | --------- | ----------- | ----------- | ----------- |
| Australian Open              | –                | –                | –                | –                | 2                | 1                 | 3                 | 1                 | 2                 | 1         | 2         | 0 / 7       | 5:7         | 42 %        |
| French Open                  | –                | –                | –                | –                | 2                | –                 | 1                 | Q2                | 3                 | AF        | 2         | 0 / 5       | 7:5         | 58 %        |
| Wimbledon                    | –                | –                | 1                | –                | 2                | n. a.             | 1                 | –                 | 3                 | 1         |           | 0 / 5       | 3:5         | 38 %        |
| US Open                      | –                | –                | –                | Q3               | 1                | –                 | 1                 | 2                 | 1                 | 3         |           | 0 / 5       | 3:5         | 38 %        |
| Doha                         | a. K.            | –                | a. K.            | –                | a. K.            | –                 | a. K.             | –                 | a. K.             | 2         | 1         | 0 / 2       | 1:2         | 33 %        |
| Dubai                        | –                | a. K.            | –                | a. K.            | –                | a. K.             | VF                | a. K.             | –                 | AF        | 2         | 0 / 3       | 6:3         | 67 %        |
| Indian Wells                 | –                | –                | –                | –                | Q1               | n. a.             | –                 | 1                 | 3                 | VF        | 2         | 0 / 4       | 5:4         | 56 %        |
| Miami                        | –                | –                | Q2               | –                | Q1               | n. a.             | 1                 | Q2                | VF                | 2         | 1         | 0 / 4       | 3:4         | 43 %        |
| Madrid                       | –                | –                | –                | –                | Q2               | n. a.             | Q2                | 1                 | 3                 | 2         | AF        | 0 / 4       | 5:4         | 56 %        |
| Rom                          | –                | –                | –                | –                | Q1               | –                 | Q2                | –                 | 3                 | 2         | 2         | 0 / 3       | 3:3         | 50 %        |
| Kanada                       | –                | –                | –                | –                | 1                | n. a.             | 2                 | –                 | 1                 | 1         |           | 0 / 4       | 1:4         | 20 %        |
| Cincinnati                   | –                | –                | –                | –                | Q1               | –                 | –                 | 1                 | 2                 | 2         |           | 0 / 3       | 2:3         | 40 %        |
| Guadalajara                  | n. a. bzw. a. K. | n. a. bzw. a. K. | n. a. bzw. a. K. | n. a. bzw. a. K. | n. a. bzw. a. K. | n. a. bzw. a. K.  | n. a. bzw. a. K.  | 1                 | 1                 | a. K.     | a. K.     | 0 / 2       | 0:2         | 0 %         |
| Peking                       | –                | –                | –                | –                | Q2               | nicht ausgetragen | nicht ausgetragen | nicht ausgetragen | 1                 | 2         |           | 0 / 2       | 0:2         | 0 %         |
| Wuhan                        | –                | –                | –                | –                | –                | nicht ausgetragen | nicht ausgetragen | nicht ausgetragen | nicht ausgetragen | 2         |           | 0 / 1       | 1:1         | 50 %        |
| Billie Jean King Cup         | –                | –                | –                | PO               | PO               | –                 | –                 | –                 | –                 | –         | –         | 0 / 2       | 1:1         | 50 %        |
| Statistik                    | Statistik        | Statistik        | Statistik        | Statistik        | Statistik        | Statistik         | Statistik         | Statistik         | Statistik         | Statistik | Statistik | S/N         | S/N         | Sieg%       |
| Turnierteilnahmen            | 1                | 3                | 16               | 15               | 26               | 6                 | 23                | 24                | 21                | 22        | 13        | Gesamt: 170 | Gesamt: 170 | Gesamt: 170 |
| Erreichte Finals             | 0                | 0                | 1                | 5                | 0                | 0                 | 0                 | 2                 | 1                 | 0         | 1         | Gesamt: 10  | Gesamt: 10  | Gesamt: 10  |
| Gewonnene Titel              | 0                | 0                | 1                | 0                | 0                | 0                 | 0                 | 1                 | 1                 | 0         | 1         | Gesamt: 4   | Gesamt: 4   | Gesamt: 4   |
| Hartplatz-Siege/-Niederlagen | 0:0              | 6:3              | 11:9             | 20:9             | 16:16            | 11:6              | 16:16             | 17:16             | 18:15             | 17:14     | 12:6      | 144:110     | 144:110     | 57 %        |
| Sand-Siege/-Niederlagen      | 2:1              | 0:0              | 12:5             | 12:5             | 10:7             | 0:0               | 3:5               | 18:7              | 7:4               | 6:5       | 6:3       | 76:42       | 76:42       | 64 %        |
| Rasen-Siege/-Niederlagen     | 0:0              | 0:0              | 3:1              | 0:0              | 1:2              | 0:0               | 2:2               | 0:1               | 5:2               | 3:3       | 1:1       | 15:12       | 15:12       | 56 %        |
| Teppich-Siege/-Niederlagen   | 0:0              | 0:0              | 0:0              | 0:1              | 0:0              | 0:0               | 0:0               | 0:0               | 0:0               | 0:0       | 0:0       | 0:1         | 0:1         | 0 %         |
| Gesamt-Siege/-Niederlagen    | 2:1              | 6:3              | 26:15            | 32:15            | 27:25            | 11:6              | 21:23             | 35:24             | 30:21             | 26:22     | 19:10     | 235:165     | 235:165     | 59 %        |
| Sieg%                        | 67 %             | 67 %             | 63 %             | 68 %             | 52 %             | 65 %              | 48 %              | 59 %              | 59 %              | 54 %      | 66 %      | Gesamt:     | Gesamt:     | 59 %        |
| Jahresendposition            | –                | –                | 237              | 94               | 93               | 100               | 69                | 43                | 28                | 35        |           | N/A         | N/A         | N/A         |

Zeichenerklärung: S = Turniersieg; F, HF, VF, AF = Einzug ins Finale / Halbfinale / Viertelfinale / Achtelfinale; 1, 2, 3 = Ausscheiden in der 1. / 2. / 3. Hauptrunde; RR = Round Robin (Gruppenphase); n. a. = nicht ausgetragen; a. K. = andere Kategorie; PO (Play-off) = Auf- und Abstiegsrunde im Billie Jean King Cup; K1, K2, K3 = Teilnahme in der Kontinentalgruppe I, II, III im Billie Jean King Cup.
Anmerkung: Diese Statistik berücksichtigt alle Ergebnisse im Einzel bei ITF- und WTA-Turnieren. Als Quelle dient die ITF-Seite der Spielerin. Dargestellt sind nur WTA-Turniere der Kategorien Premier Mandatory und Premier 5 (2009–2020) bzw. die WTA-Turniere der Kategorie 1000 (seit 2021).

### Doppel
| Turnier         | 2019 | 2020 | 2021 | 2022 | 2023 | 2024 | 2025 | Karriere |
| --------------- | ---- | ---- | ---- | ---- | ---- | ---- | ---- | -------- |
| Australian Open | —    | —    | —    | VF   | 2    | 1    | 1    | VF       |
| French Open     | —    | —    | 2    | 2    | 1    | 2    | VF   | VF       |
| Wimbledon       | 1    |      | 1    | —    | —    | 1    |      | 1        |
| US Open         | 1    | —    | —    | 2    | 2    | 1    |      | 2        |